# Taphrophila miscanthi
Taphrophila miscanthi är en svampart som först beskrevs av W.H. Hsieh, Chi Y. Chen & Sivan., och fick sitt nu gällande namn av Réblová & M.E. Barr 1998. Taphrophila miscanthi ingår i släktet Taphrophila och familjen Tubeufiaceae.   Inga underarter finns listade i Catalogue of Life.